# Carsèols
Carsèols (en llatí: Carseoli) va ser una ciutat dels eqües situada a la via Valèria, entre Vària i Alba Fucens, a uns 70 km de Roma.
Titus Livi diu expressament que era una ciutat dels eqües, i l'any 301 aC els romans hi van voler establir una colònia, cosa que va provocar la seva ocupació pels marsos, i fins que no van ser derrotats la colònia no es va poder establir. Llavors, s'hi van instal·lar quatre mil colons. L'any 209 aC, el seu nom apareix entre les trenta colònies de dret llatí esmentades per Titus Livi, i va ser una de les dotze que no va poder aportar contingents a l'exèrcit romà; per això, els romans la van castigar. Era una fortalesa que va ser utilitzada de vegades com a presó per presoners de l'estat. A la guerra social es va despoblar, després de ser incendiada i assolada pels aliats italians, però es va recuperar i va rebre una colònia en temps d'August.
Durant l'Imperi va mantenir el rang de colònia, i al segle vii encara era una ciutat de les principals a la província de Valèria. Més tard es va despoblar, però no se sap en quina època va ser. Avui és la ciutat de Carsoli, que està a uns 5 km de l'antiga, les ruïnes de la qual es poden veure a Civita. Es conserva la muralla, algunes torres i un aqüeducte.